# Distretto di Cayo
Il distretto di Cayo è un distretto del Belize. Il capoluogo è la città di San Ignacio.
Nel distretto si trovano Belmopan, la capitale del Belize, e il Parco nazionale di Chiquibul, il più grande del Paese, che comprende il sito archeologico Maja El Caracol.

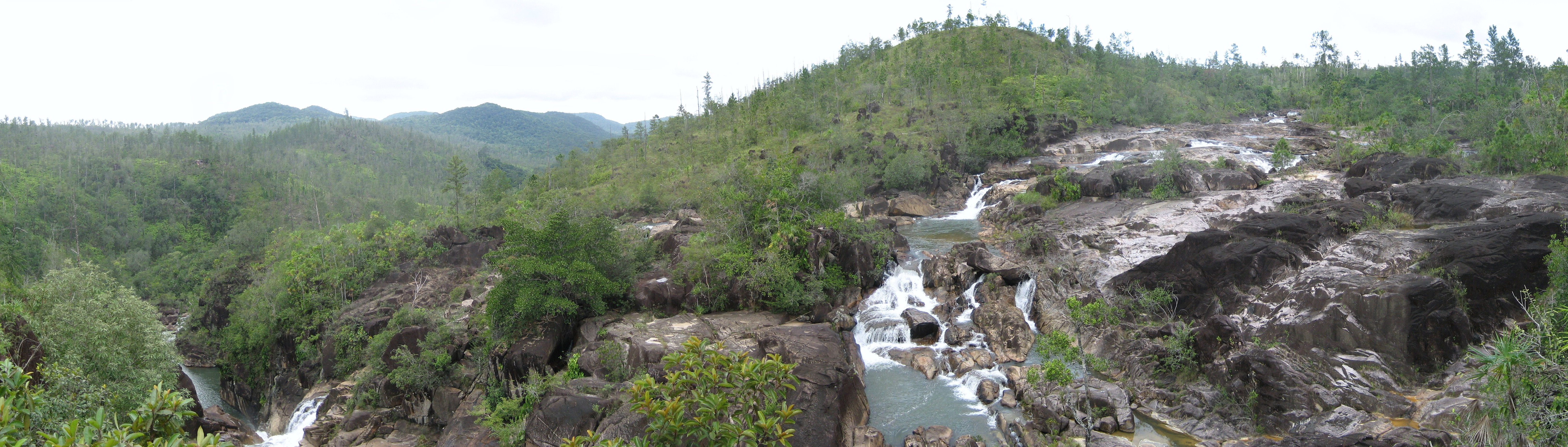
Mountain Pine Ridge, Distretto di Cayo, Belize.

Nel territorio del distretto si trova anche la riserva forestale Mountain Pine Ridge.